# Metepeira inca
Metepeira inca là một loài nhện trong họ Araneidae.
Loài này thuộc chi Metepeira. Metepeira inca được miêu tả năm 2001 bởi Piel.